# Penny Strait
Penny Strait är ett sund i Kanada.   Det ligger i territoriet Nunavut, i den norra delen av landet, 3 600 km norr om huvudstaden Ottawa.